# Temporada 1914 de las Grandes Ligas de Béisbol

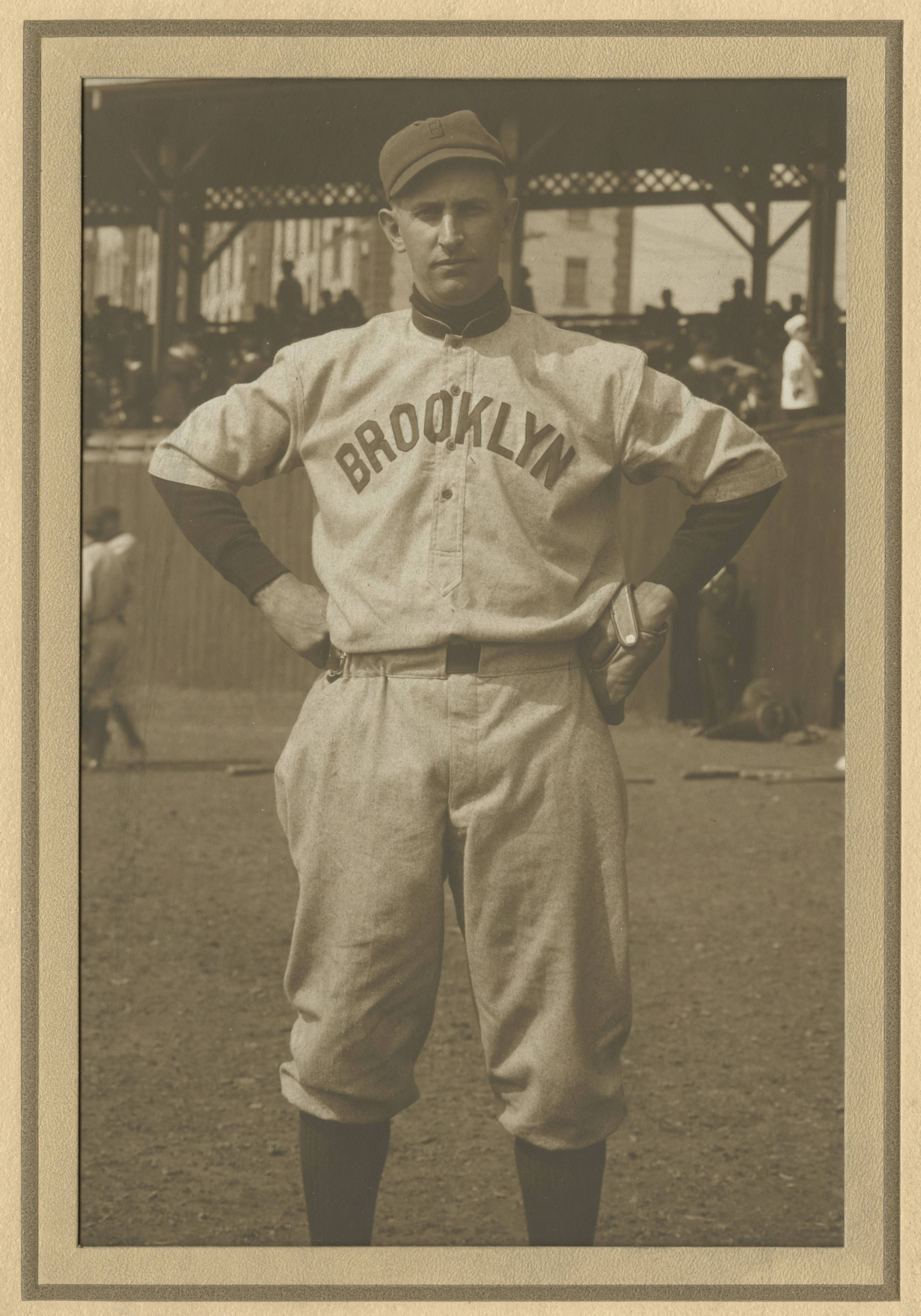
1914 En Major League Baseball, Bill Bradley (béisbol)

La Temporada 1914 de las Grandes Ligas de Béisbol fue la decimocuarta temporada de la Liga Americana y la undécima con Serie Mundial. Los Boston Braves derrotaron a los Philadelphia Athletics 4-0 para ganar la Serie Mundial.

## Estadísticas
|                        | \| Liga Americana[2] \| \| \| \| \| \| Club \| G \| P \| PG % \| GB \| \| Philadelphia Athletics \| 99 \| 53 \| .651 \| - \| \| Boston Red Sox \| 91 \| 62 \| .595 \| 8.5 \| \| Washington Senators \| 81 \| 73 \| .526 \| 19.0 \| \| Detroit Tigers \| 80 \| 73 \| .523 \| 19.5 \| \| St. Louis Browns \| 71 \| 82 \| .464 \| 28.5 \| \| Chicago White Sox \| 70 \| 84 \| .455 \| 30.0 \| \| New York Yankees \| 70 \| 84 \| .455 \| 30.0 \| \| Cleveland Naps \| 51 \| 102 \| .333 \| 48.5 \| |     |      |      |
| Liga Americana         | |     |      |      |
| Club                   | G | P   | PG % | GB   |
| Philadelphia Athletics | 99 | 53  | .651 | -    |
| Boston Red Sox         | 91 | 62  | .595 | 8.5  |
| Washington Senators    | 81 | 73  | .526 | 19.0 |
| Detroit Tigers         | 80 | 73  | .523 | 19.5 |
| St. Louis Browns       | 71 | 82  | .464 | 28.5 |
| Chicago White Sox      | 70 | 84  | .455 | 30.0 |
| New York Yankees       | 70 | 84  | .455 | 30.0 |
| Cleveland Naps         | 51 | 102 | .333 | 48.5 |

|                       | \| Liga Nacional[3] \| \| \| \| \| \| Club \| G \| P \| PG % \| GB \| \| Boston Braves \| 94 \| 59 \| .614 \| - \| \| New York Giants \| 84 \| 70 \| .545 \| 10.5 \| \| St. Louis Cardinals \| 81 \| 72 \| .529 \| 13.0 \| \| Chicago Cubs \| 78 \| 76 \| .506 \| 16.5 \| \| Brooklyn Robins \| 75 \| 79 \| .487 \| 19.5 \| \| Philadelphia Phillies \| 74 \| 80 \| .481 \| 20.5 \| \| Pittsburgh Pirates \| 69 \| 85 \| .448 \| 25.5 \| \| Cincinnati Reds \| 60 \| 94 \| .390 \| 34.5 \| |    |      |      |
| Liga Nacional         | |    |      |      |
| Club                  | G | P  | PG % | GB   |
| Boston Braves         | 94 | 59 | .614 | -    |
| New York Giants       | 84 | 70 | .545 | 10.5 |
| St. Louis Cardinals   | 81 | 72 | .529 | 13.0 |
| Chicago Cubs          | 78 | 76 | .506 | 16.5 |
| Brooklyn Robins       | 75 | 79 | .487 | 19.5 |
| Philadelphia Phillies | 74 | 80 | .481 | 20.5 |
| Pittsburgh Pirates    | 69 | 85 | .448 | 25.5 |
| Cincinnati Reds       | 60 | 94 | .390 | 34.5 |

## Serie Mundial 1914
|  | Serie Mundial          |                        |   |  |
|  |                        |                        |   |  |
|  | Boston Braves          | Boston Braves          | 4 |  |
|  | Boston Braves          | Boston Braves          | 4 |  |
|  | Philadelphia Athletics | Philadelphia Athletics | 0 |  |
|  | Philadelphia Athletics | Philadelphia Athletics | 0 |  |

|                                                       |
| Campeón de las Grandes Ligas Boston Braves 1.º título |